# Rok Benkovič
Rok Benkovič (Liubliana, Yugoslavia, 20 de marzo de 1986) es un deportista esloveno que compitió en salto en esquí.
Ganó dos medallas en el Campeonato Mundial de Esquí Nórdico de 2005, oro en la prueba de trampolín normal individual y bronce en trampolín normal por equipos.

## Palmarés internacional
| Campeonato Mundial | Campeonato Mundial    | Campeonato Mundial | Campeonato Mundial |
| Año                | Lugar                 | Medalla            | Prueba             |
| ------------------ | --------------------- | ------------------ | ------------------ |
| 2005               | Oberstdorf (Alemania) | Medalla de oro     | TN individual      |
| 2005               | Oberstdorf (Alemania) | Medalla de bronce  | TN por equipos     |